# 22 novembre 1916
Le mercredi 22 novembre 1916 est le 327e jour de l'année 1916.

## Naissances
- André Reboullet (mort le 31 janvier 2010), enseignant-chercheur français
- Basil Coleman (mort le 19 mars 2013), réalisateur et producteur britannique
- David Maria Turoldo (mort le 6 février 1992), poète et un religieux italien
- María Denis (morte le 15 avril 2004), actrice italienne
- Vassil Iontchev (mort le 10 mai 1985), illustrateur et typographe bulgare

## Décès
- Jack London (né le 12 janvier 1876), écrivain américain
- Pauline Payne Whitney (née le 21 mars 1874), riche héritière américaine